# Trotteria galii
Trotteria galii är en tvåvingeart som beskrevs av Ewald Rübsaamen 1912. Trotteria galii ingår i släktet Trotteria och familjen gallmyggor. Inga underarter finns listade i Catalogue of Life.